# سليمان وسبأ
سليمان وسبأ (بالإنجليزية: Solomon & Sheba)‏ هو فيلم من النوع الرومانسي للمخرج روبرت يونغ، تم إصداره في عام 1995. يشمل طاقم العمل هالي بيري.

## وصلات خارجية
- سليمان وسبأ على موقع IMDb (الإنجليزية)
- سليمان وسبأ على موقع أول موفي (الإنجليزية)
- سليمان وسبأ على موقع فيلمافينيتي (الإسبانية)
- سليمان وسبأ على موقع قاعدة بيانات الفيلم (الإنجليزية)
- سليمان وسبأ على موقع ليتربوكسد (الإنجليزية)
- سليمان وسبأ على موقع كينوبويسك (الروسية)